# Селвалонга (Фрозиноне)
Селвалонга је насеље у Италији у округу Фрозиноне, региону Лацио.
Према процени из 2011. у насељу је живело 57 становника. Насеље се налази на надморској висини од 82 м.